# Reinfection
Reinfection – polski zespół muzyczny grający brutal death metal/grindcore. W roku 2004 działalność zespołu została wznowiona po kilku latach przerwy. Miejsce pochodzenia to Przysucha.

## Dyskografia

### Dema
- The Edge Of Her Existence (Horrific Records, demo, 1997)
- Promo 2001 (2001)

### Albumy
- They Die for Nothing (Ablated Records, CD, 1999)

### Kompilacje
- Peace Through Killing (Goregiastic Records, CD, 2005)

### Minialbumy
- Secondary Damage (2005)

### Splity
- Grind Live / Undercovered Brutality (2006)